# Rocca di Ischia di Castro
La Rocca di Ischia di Castro è il più vistoso monumento di Ischia di Castro, castello medioevale - rinascimentale, denominato dai paesani "la Rocca". Essa fu agli inizi la prima e la più antica residenza della famiglia Farnese. Nella sua struttura, mostra le diverse fasi della sua attuale configurazione. Direttamente edificata sul masso tufaceo, la sua parte originaria risale all'XI secolo. Inizialmente dotata di tre torri, ponte levatoio e fossato, subì notevoli modifiche ad opera dei Farnese su progetto di Antonio da San Gallo Il Giovane anche se l'intervento modificativo fu solo in parte realizzato.
Fu teatro, nel 1395, della sanguinosa rivolta del popolo ischiano ai soprusi dei Farnese in cui rimasero uccisi tre figli di Ranuccio da Farnese.
Caduto il Ducato di Castro nel 1649, il palazzo passò alla Camera Apostolica e, alla fine del '700, alla nota famiglia romana dei Capranica, e poi, dai primi del '900, alla famiglia Piermartini.
Nel 2008 è stato acquistato, in uno stato di notevole degrado, dallo storico d'arte Stefano Aluffi Pentini, fondatore di "A Private View of Italy", una organizzazione finalizzata a far conoscere i tesori nascosti nelle dimore private.
L'inizio dei lavori di restauro è stato accelerato dal crollo di una parte del muro di cinta che ha bloccato l'accesso al centro storico del paese; i lavori sono durati circa due anni ed hanno riguardato il rifacimento della copertura, il consolidamento delle murature ed il restauro dei quattro prospetti.
Nel 2018 è stato indetto un concorso di idee per la valorizzazione della Rocca di Ischia di Castro, cui hanno aderito le tre Università di Roma, la LUISS e due Università statunitensi.